# كرويدون كينغز
كرويدون كينغز هو نادي كرة قدم أسترالي تم إنشاؤه في سنة 1950 الميلادية 